# (11082) Spilliaert
(11082) Spilliaert – planetoida z pasa głównego asteroid okrążająca Słońce w ciągu 5 lat i 286 dni w średniej odległości 3,22 j.a. Została odkryta 14 maja 1993 roku w Europejskim Obserwatorium Południowym przez Erica Elsta. Nazwa planetoidy pochodzi od Léona Spilliaerta (1881-1946), belgijskiego malarza. Przed jej nadaniem planetoida nosiła oznaczenie tymczasowe (11082) 1993 JW.